# Tonyina d'ulls grossos
La tonyina d'ulls grossos (Thunnus obesus) és una espècie de peix de la família dels escòmbrids i de l'ordre dels perciformes que es troba a l'Atlàntic, a l'Índic i al Pacífic. Absent a la Mediterrània.
Els mascles poden assolir els 250 cm de longitud total i els 210 kg de pes.